# Willington, Connecticut
Willington är en kommun (town) i Tolland County i delstaten Connecticut, USA med cirka 5 959 invånare (2000). Den har enligt United States Census Bureau en area på 86,8 km² varav 0,5 km² är vatten.